# ذا سبايك (كتاب)
ذا سبايك هو كتاب من تأليف داميان بروديريك عام 1997م يستكشف مستقبل التكنولوجيا، خاصة مفهوم التفرد التكنولوجي.
نُشرت طبعة منقحة ومحدثة في عام 2001 تحت عنوان: كيف تتحول حياتنا من خلال التقدم السريع في التكنولوجيا ، نيويورك: Tom Doherty Associates ، 2001 ،(ردمك 0-312-87781-1) هو(ردمك 0-312-87782-X) pbk. مكتبة الكونجرس T14. B75 2001.

## روابط خارجية
- مراجعة طبعة الغلاف الورقي لعام 1997